# 赤岩站 (长野县)
赤岩站（日语：／ Akaiwa eki */?）曾經是一個位於長野縣中野市大字火打田的長野電鐵河東線（木島線）的鐵路車站。2002年伴隨木島線廢線而廢站。

## 相鄰車站
長野電鐵
河東線（木島線）
四鄉－赤岩－柳澤